# فنسنت بيترو
فنسنت بيترو (بالإيطالية: Vincent Simone)‏ هو راقص إيطالي، ولد في 15 مارس 1979 في فودجا في إيطاليا.

## روابط خارجية
- فنسنت بيترو على موقع IMDb (الإنجليزية)